# Список монархов Ганновера

Флаг Ганноверского королевства

Royal Coat of arms of Hanover

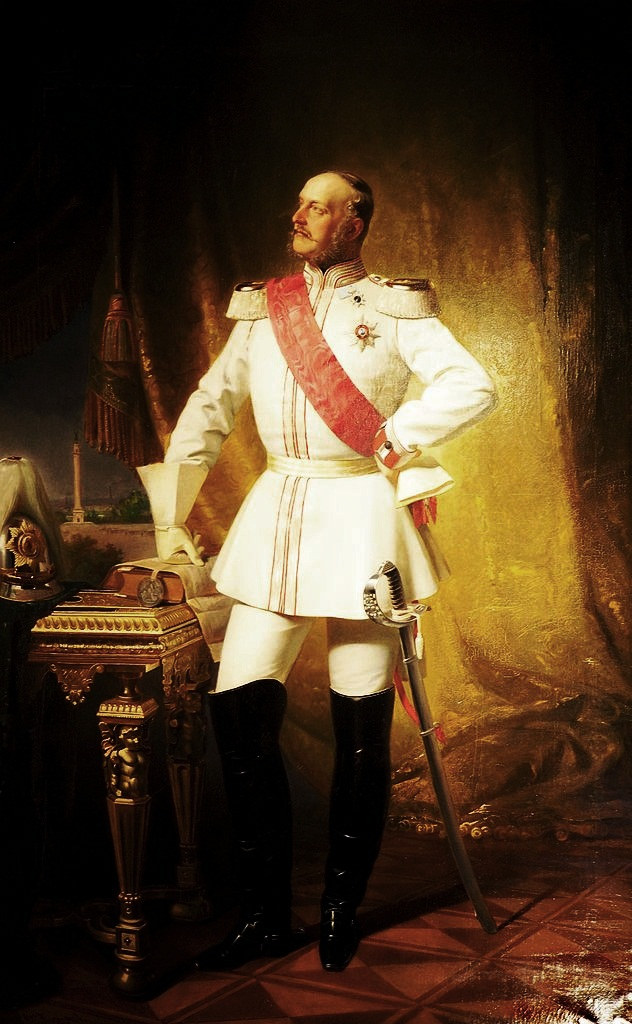
Георг V

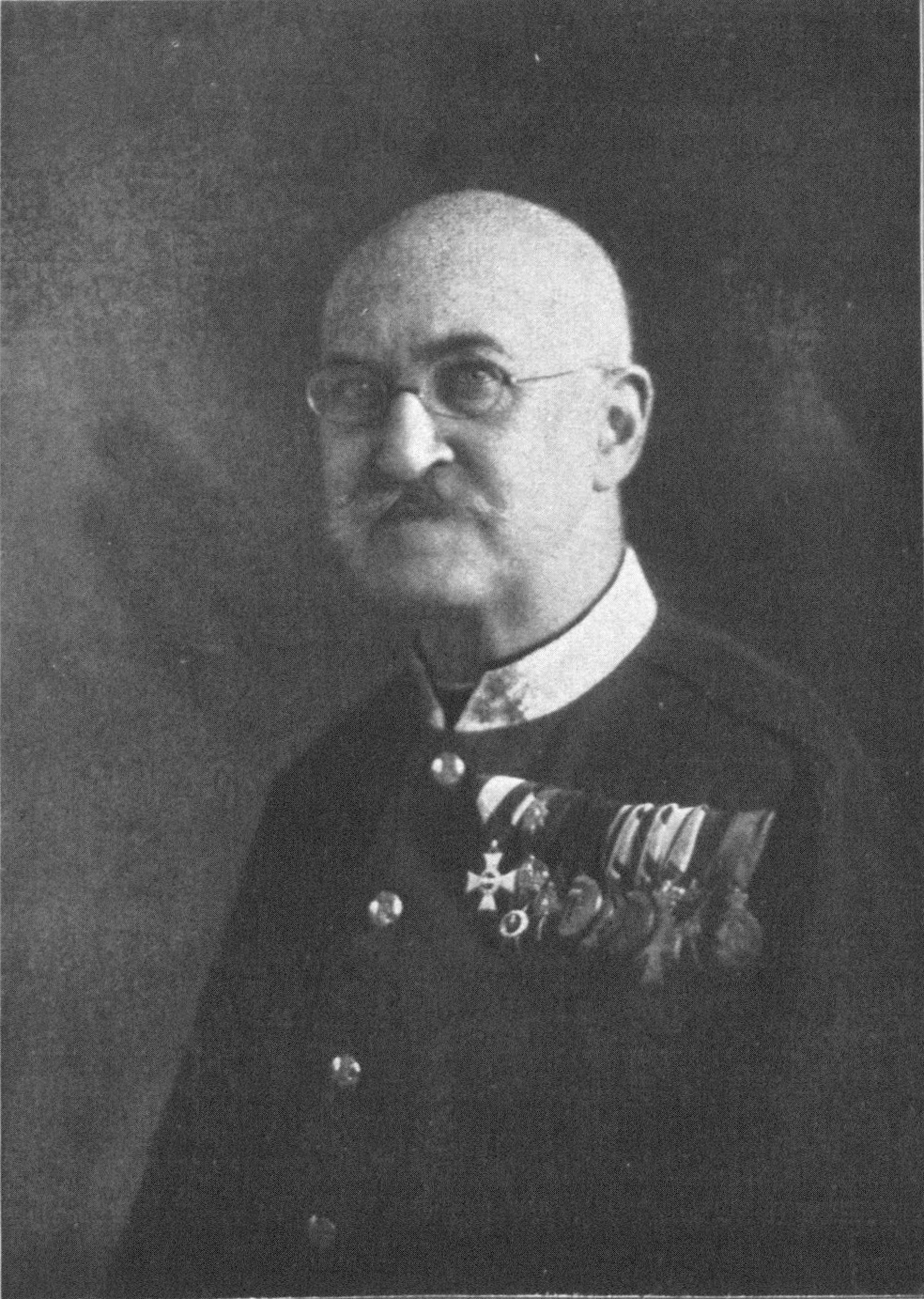
Эрнст Август II Ганноверский

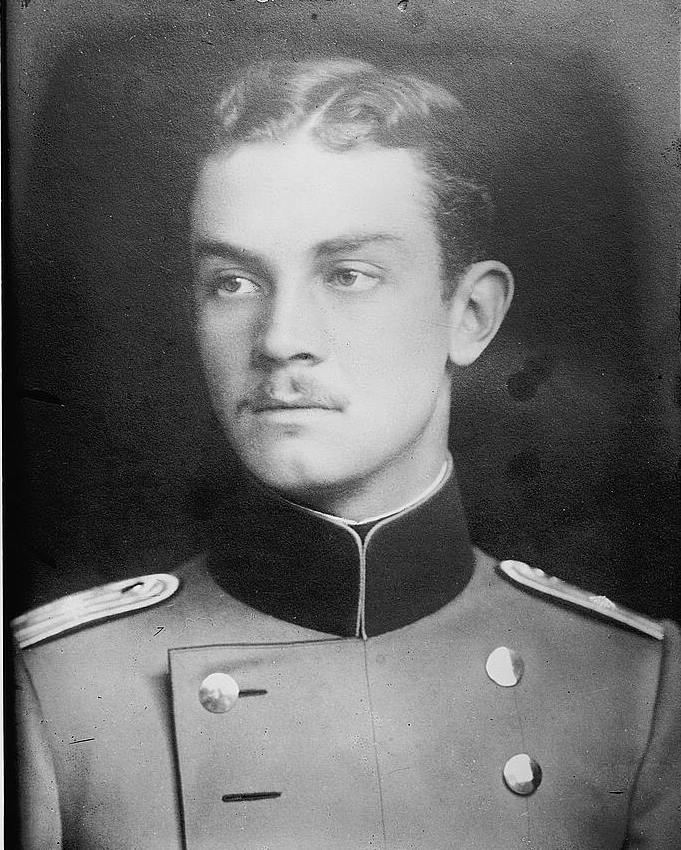
Эрнст Август III Ганноверский

Король Ганновера (нем. König von Hannover) — официальный титул главы государства и наследственного монарха в Королевстве Ганновер (1814—1866). 12 октября 1814 года король Великобритании Георг III был провозглашен «королем Ганновера» на Венском конгрессе в Вене. 20 сентября 1866 года Королевство Ганновер было аннексировано Пруссией и включено в состав прусских владений.

## История
В 1813 году после разгрома Наполеона король Великобритании и курфюрст Ганновера Георг III восстановил свою власть в наследственных владениях в Ганновере. В октябре 1814 года на Венском конгрессе было создано независимое Королевство Ганновер. Личная уния Ганновера с Великобританией закончилась в 1837 году. В этом году новым монархом Великобритании стала королева Виктория (1819—1901). Согласно Салическому закону, женщина не могла наследовать королевский титул в Ганновере. В 1837 году новым королем Ганновера стал Эрнст Август (1771—1851), пятый сын короля Великобритании и Ганновера Георга III.

## Список курфюрстов Ганновера
- 19 декабря 1692 — 23 января 1698 : Эрнст Август (20 ноября 1629 — 23 января 1698), четвёртый сын герцога Георга Брауншвейг-Люнебургского (1582—1641) и Анны Элеоноры Гессен-Дармштадтской (1601—1659)
- 23 января 1698 — 11 июня 1727 : Георг I (28 мая 1660 — 11 июня 1727), старший сын Эрнста Августа, 1-го курфюрста Ганноверского и Софии Ганноверской (1630—1714). С 1714 года — 1-й король Великобритании из Ганноверской династии.
- 11 июня 1727 — 25 октября 1760 : Георг II (10 ноября 1683 — 25 октября 1760), единственный сын Георга Людвига и Софии Доротеи Брауншвейг-Целльской (1666—1726). В 1727—1760 года — 2-й король Великобритании из Ганноверской династии.
- 25 октября 1760 — 12 октября 1814 : Георг III (4 июня 1738 — 29 января 1820), старший сын принца Фредерика Льюиса Уэльского (1707—1751) и Августы Саксен-Готской (1719—1772), внук Георга II, 3-й король Великобритании из Ганноверской династии (1760—1820).

## Список королей Ганновера
- 12 октября 1814 — 29 января 1820 : Георг III (4 июня 1738 — 29 января 1820), старший сын принца Фредерика Льюиса Уэльского (1707—1751) и Августы Саксен-Готской (1719—1772), внук Георга II.
- 29 января 1820 — 26 июня 1830 : Георг IV (12 августа 1762 — 26 июня 1830), старший сын Георга III (1738—1820) и Шарлотты Мекленбург-Стрелицкой (1744—1818). Король Великобритании из Ганноверской династии (1820—1830)
- 26 июня 1830 — 20 июня 1837 : Вильгельм (21 августа 1765 — 20 июня 1837), третий сын короля Великобритании и Ганновера Георга III и Шарлотты Мекленбург-Стрелицкой (1744—1818). Король Великобритании из Ганноверской династии (1830—1837).
- 20 июня 1837 — 18 ноября 1851 : Эрнст Август I Ганноверский (5 июня 1771 — 18 ноября 1851), пятый сын короля Великобритании и Ганновера Георга III и Шарлотты Мекленбург-Стрелицкой, 1-й герцог Камберленд и Тэвиотдейл (1799—1851)
- 18 ноября 1851 — 20 сентября 1866 : Георг V (27 мая 1819 — 12 июня 1878), единственный сын Эрнста Августа и Фридерики Мекленбург-Стрелицкой (1778—1841), 2-й герцог Камберленд и Тэвиотдейл (1851—1878)

## Список претендентов на престол Ганновера
- 20 сентября 1866 — 12 июня 1878 : Георг V Ганноверский (27 мая 1819 — 18 ноября 1878), единственный сын Эрнста Августа и Фридерики Мекленбург-Стрелицкой
- 12 июня 1878 — 14 ноября 1923 : Эрнст Август II Ганноверский (21 сентября 1845 — 14 ноября 1923), единственный сын предыдущего и Марии Саксен-Альтенбургской (1818—1907), 3-й герцог Камберленд и Тэвиотдейл (1878—1919)
- 14 ноября 1923 — 30 января 1953 : Эрнст Август III Ганноверский (17 ноября 1887 — 30 января 1953), третий сын последнего кронпринца Ганновера Эрнста Августа, герцога Камберлендского, и принцессы Тиры Датской. Последний правящий герцог Брауншвейгский и Люнебургский (1913—1918).
- 30 января 1953 — 9 декабря 1987 : Эрнст Август IV Ганноверский (18 марта 1914 — 9 декабря 1987), старший сын Эрнста Августа (1887—1953) и принцессы Виктории Луизы Прусской (1892—1980), единственной дочери германского императора Вильгельма II.
- 9 декабря 1987 — настоящее время : Эрнст Август V Брауншвейгский (род. 26 февраля 1954), старший сын принца Эрнста Августа IV Ганноверского и его первой жены, принцессы Ортруды Шлезвиг-Гольштейн-Зондербург-Глюксбургской (1925—1980).